# گزستان (بافق)
گزستان (بافق)، روستایی از توابع بخش مرکزی شهرستان بافق در استان یزد ایران است.

## جمعیت
این روستا در دهستان کوشک قرار دارد و براساس سرشماری مرکز آمار ایران در سال ۱۳۸۵، جمعیت آن ۶۹ نفر (۲۶خانوار) بوده‌است.

## دربارهٔ گزستان
نام روستای گزستان بخاطر درختچه‌های انبوه گز می‌باشد. بخشی از روستا که دارای درختچه‌های گز می‌باشد النگ(Olang) نام دارد و کنار آن یک خندق بزرگ طبیعی است که ریشه‌های درختچه‌های گز در دیواره‌های خندق نمایان است.
روستای گزستان به سه قسمت تقسیم می‌شود: ۱) هریسک(Herisk) بالا یا علیا ۲) هریسک پایین یا هریسک سفلی یا بقول مردم روستا هریسک تگ ۳) هریسک میان
و النگ بین هریسک میان و هریسک سفلی قرار دارد. این روستا در ۶۰ کیلومتری بافق قرار دارد و از جزو روستاهای دهستان کوشک می‌باشد و سکنه خانوار آن در تابستان به ۱۵۰ الی ۲۰۰ و در زمستان به ۳۰ خانوار می‌رسد. این روستا در زمان قبل از انقلاب یک مدرسه دبستان و یک راهنمایی و یک حمام عمومی داشته‌است و با گذشت زمان و روی آوردن مردم به شهرنشینی و افزایش امکانات شهری، این بناهای روستا رونق خود را از دست دادند. از بین روستاهای شهرستان بافق، گزستان و هنسک(Hansok) آب و هوای خنک تر و ملایم تری در تابستان دارند و متناسب با این آب و هوا درختانی مثل گردو، بادام، زردآلو، هلو و انواع آلو رشد می‌کنند و در تابستان پذیرای خانواده‌های زیادی خصوصاً در اواخر هفته از شهرستان گرم بافق است چون بافق در تابستان از گرمترین شهرستان‌های استان یزد می‌باشد و دمای آن به حدود ۵۵ تا ۶۰ درجه سانتیگراد می‌رسد. این روستا دارای درخت چناری به قدمت بیش از هزار سال میباشد که چندین بار از داخل آتش گرفته و باز روییده است

## معرفی مجموعه آپاتیت- مانیتیت گزستان بعنوان کانسار فسفات آذرین
فسفات گزستان در فاصله ۵۳ کیلومتری شرق شهرستان بافق و در ۵ کیلومتری جنوب شرق روستای گزستان قرار دارد.
آپاتیت همراه با آهن به صورت عدسی‌ها و دگه‌هایی در سنگ میزبان دیاباز- بازالتی در مجموعه کربناته- آواری- آتشفشان منسوب به سازند ریزو جای دارد. آپاتیت در دو فاز درشت بلور پگماتیی و ریز بلور رگه ای و پرکننده فضاهای خالی در سنگ دیاباز دیده می‌شود. به نظر می‌رسد که آپاتیت همراه با آهن به صورت فاز ناآمیخته از ماگمای بازیک- اولترا بازیک آلکالی با روند کربناتیی تشکیل شده‌است. خاک‌های نادر به صورت انکلوزیون‌های مونازیت در کانی آپاتیت تمرکز دارد. مجموعه فوق در وسعتی حدود یک کیلومتر مربع نوید بخش یک ذخیره فسفات آذرین مشابه کانسار اسفوردی و احتمالاً با ذخایر بیشتر است.